# Lockjagd
Lockjagd ist ein Sammelbegriff für Jagdarten, bei denen verschiedenes Wild durch Rufen oder Reizen angelockt wird. Lockjagd wird als Einzeljagd meistens bei der Ansitzjagd ausgeübt, seltener bei der Pirsch.

## Akustische Lockjagd

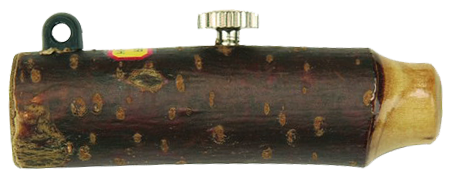
Lockpfeife für Rehwild, auch Rehblatter genannt

Durch Lautnachahmung werden verschiedene Geräusche imitiert. Dies macht der Jäger ohne Hilfsmittel entweder selbst, oder mit Hilfe von Lockinstrumenten. Fast alles Wild kann auf die eine oder andere Art angelockt werden. 

### Balz- oder Brunftjagd

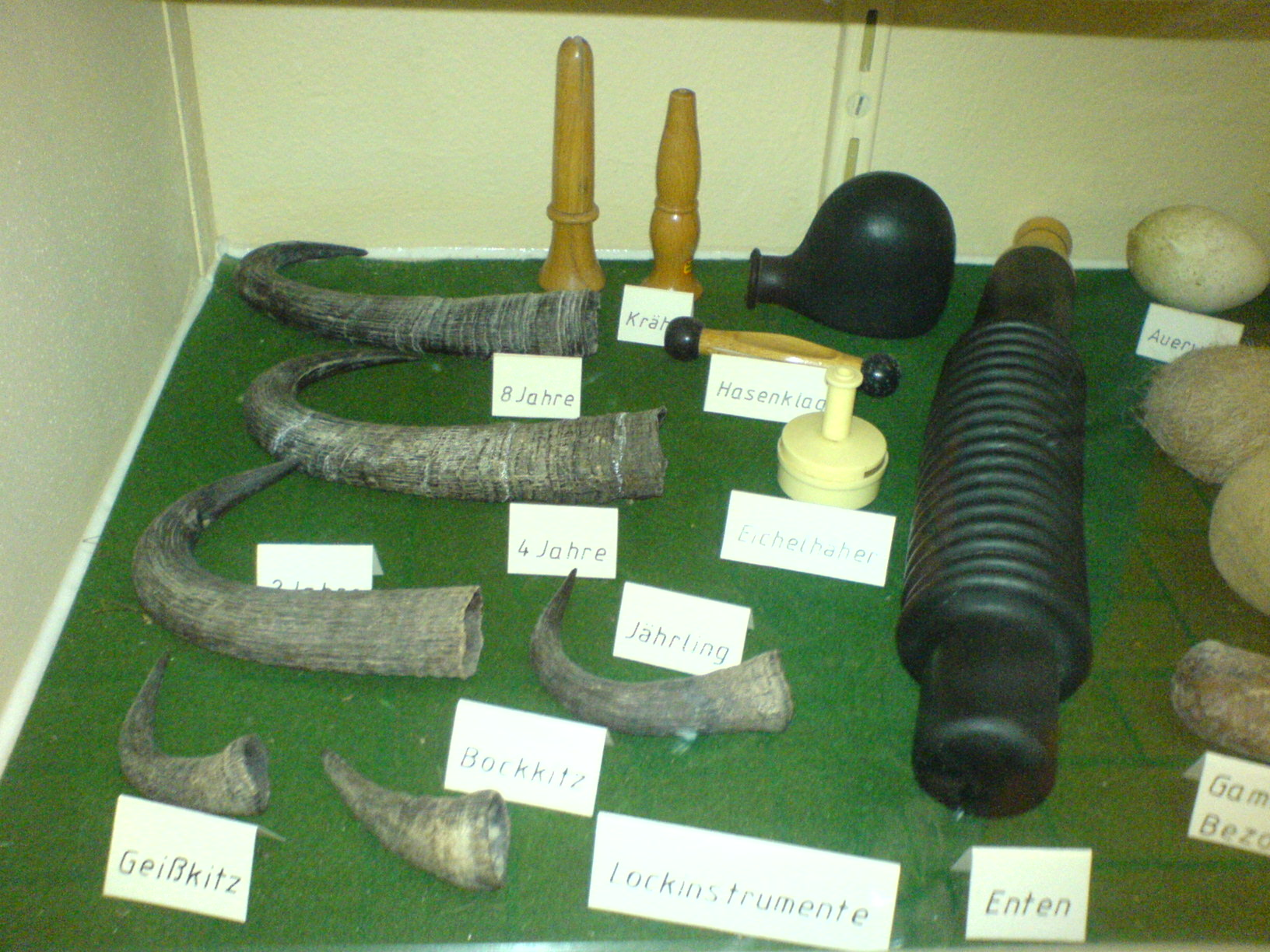
Einige Lockinstrumente

Bei der Balz- oder Brunftjagd täuscht der Jäger durch Nachahmen der entsprechenden männlichen Lautäußerungen den weiblichen Geschlechtspartner oder einen Nebenbuhler vor. Beim Blatten auf den Rehbock wird das Fiepen oder das Angstgeschrei des weiblichen Rehwilds nachgeahmt, bei der Rufjagd auf Rothirsch, Damhirsch oder Elch die Stimme, das „Röhren“ eines Nebenbuhlers, oder das „Mahnen“ des weiblichen Tieres. Beim Federwild wird zum Beispiel der Birkhahn durch das Nachahmen des Reviergesangs „gereizt“.

### Andere akustische Lockmittel
Außerhalb der Balz, beziehungsweise Brunft kann die Lockjagd durch Nachahmen von Kontakt- oder Warnlauten, z. B. bei Waschbär und Schwarzwild durchgeführt werden. Bei der Jagd auf Raubwild werden durch Nachahmen klagender Schmerzenslaute von Hasen oder Kaninchen, dem Mauspfiff oder dem Vogelangstruf Beutetiere vorgetäuscht. Hauptsächlich wird so auf den Fuchs gejagt. 

## Optische Lockjagd
Gesellig lebendem Federwild wie Wildenten, Wildgänsen, Krähen wird durch Aufstellen von Lockvögeln die Anwesenheit von Artgenossen vorgetäuscht. Historisch sind die Lockjagd mit einer Locktaube auf Greifvögel, und die Hüttenjagd auf Greife und Krähen mit dem Uhu. Die Locktaube im so genannten Habichtsfang täuscht ein Beutetier vor. Ähnlich bei der Hüttenjagd ein Uhu oder "Auf" oder auch eine Uhuattrappe, die als „Feindbild“ Nahrungskonkurrenten und vor allem Rabenvögel anlocken soll. Da Greifvögel inzwischen geschützt sind, werden diese Jagdarten nicht mehr oder nur zur Beobachtung ausgeführt.

## Geruchliche Lockung und Lockfütterung
Raubwild, vor allem der Fuchs, wird beim Ansitz am Luderplatz geschossen oder durch so genannte „Kirrung“ bzw. „Kirrbrocken“ zum Fangplatz gelockt. Eine besondere Lockwitterung ist der Harn einer während der Ranzzeit erlegten Fuchsfähe, um Fuchsrüden anzulocken. Auch bei der Fangjagd mit Fallen werden Lockgerüche verwendet. 